# Hochschule Molde
Die Hochschule Molde (norwegisch: Høgskolen i Molde) – kurz HSM – ist eine staatliche wissenschaftliche Hochschule in der norwegischen Stadt Molde mit rund 1500 Studenten und 140 wissenschaftlichen Angestellten. Als „spezialisierte Universität“ bietet die Hochschule Molde bietet Abschlüsse in 32 Studienfachrichtungen zwischen Bachelor und Doktorstudium. Rektor der Hochschule ist Martin Risnes.
Das Studienangebot umfasst die Ausbildung zum Krankenpfleger sowie Studiengänge in den Bereichen Betriebswirtschaft, Management, Informatik sowie Logistik und ist nach dem System des Bachelors und Masters aufgebaut.